# Teo Chee Hean

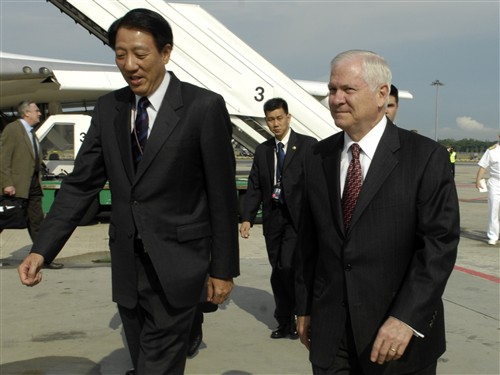
Teo Chee Hean et Robert Gates, le 2007.

Teo Chee Hean (né le 27 décembre 1954), est un homme politique singapourien.

## Biographie
Il est le ministre de la Défense de Singapour depuis le 1er août 2003.
Il est de 1996 à 1997, ministre des Ressources environnementales et de l'Eau, puis vice-ministre de la Défense de 1996 à 2003 et ministre de l'Éducation de 1997 à 2003.
Il est marié et père de deux enfants (un garçon et une fille).